# Хатра
Хатра или Эль-Хадр (араб. الحضر‎) — разрушенный древний город в составе Парфянского царства, руины которого ныне расположены на территории Северного Ирака, в провинции Найнава. Общая площадь города составляла более 500 гектаров, а план по форме напоминал овал. Город был основан до нашей эры, его расцвет пришёлся на I—II века, а разрушение произошло в 257 году.
Благодаря своей исторической ценности Хатра, сочетающая в себе эллинистическую и древнеримскую архитектуру с арабским декором, была включена в список Всемирного наследия ЮНЕСКО.

## История

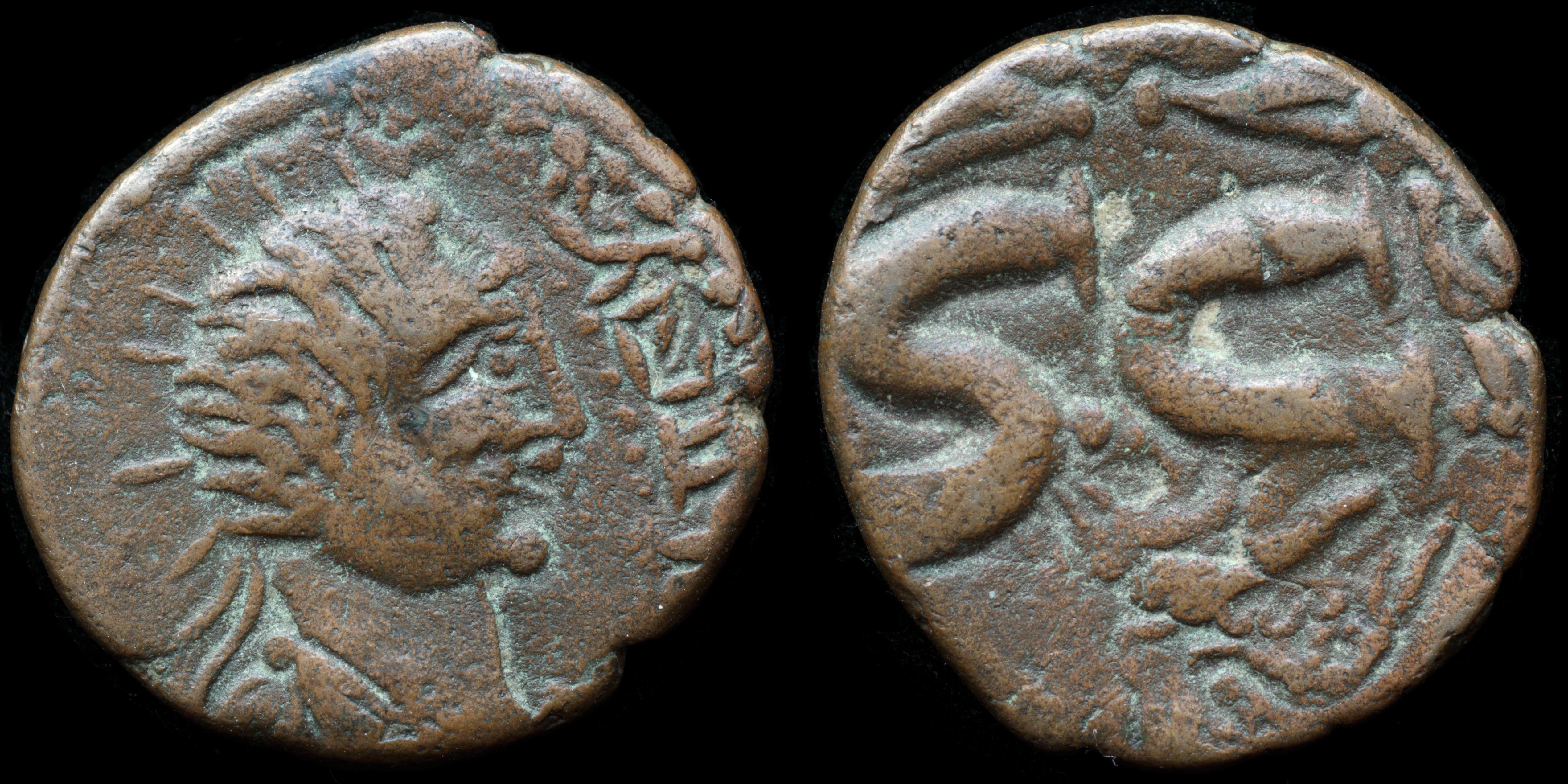
Бронзовая монета, выпущенная в Хатре около 117-138 гг. н. э., на аверсе изображён радикальный бюст Шамаша

Арабские племена поселились в этом месте в VII веке до нашей эры. Предположительно, город Хатра был образован в III веке до нашей эры в составе государства Селевкидов. В следующем столетии, уже будучи столицей полуавтономного арабского государства в составе Парфянского царства, Хатра достигла пика своего развития за счёт расположения на перекрестке важных торговых путей.
Укрепления Хатры состояли из двух высоких толстых стен с многочисленными башнями. Первая, внешняя, имела 8 километров в длину и 7 метров в высоту, была сооружена из глины. Внутренняя стена была из камня и имела 9 метров в высоту. Перед ней был вырыт ров шириной 20—30 метров. Вдоль стены, на расстоянии 50—60 метров друг от друга, располагались оборонительные башни; всего их было 163. Внутрь города со всех сторон вели 10 ворот, которые имели хорошую охрану. Благодаря всему этому Хатра дважды выдерживала осаду римских войск в 116 и 198 годах.
В центре города находился дворцово-храмовый комплекс площадью около 30 000 м2. Из-за своего транзитного расположения город включал в себя религиозные сооружения разных верований. Здесь были храмы в честь греческого Гермеса, шумерского божества Нергала, арамейской Атаргатис, арабской Аллат, ассирийского бога солнца Шамаша и других верховных сущностей из разных пантеонов. Это позволило городу стать важным религиозным центром, так что одно время его даже называли «Домом Бога».
В 241 году Хатра пала после осады войсками иранского шахиншаха Шапура I из династии Сасанидов. Вскоре город был разрушен. 
Сохранилась история о том, как дочь царя Хатры Надера предала защитников города. Шапур убил царя и женился на Надере, но потом и она была убита им.

## Современность

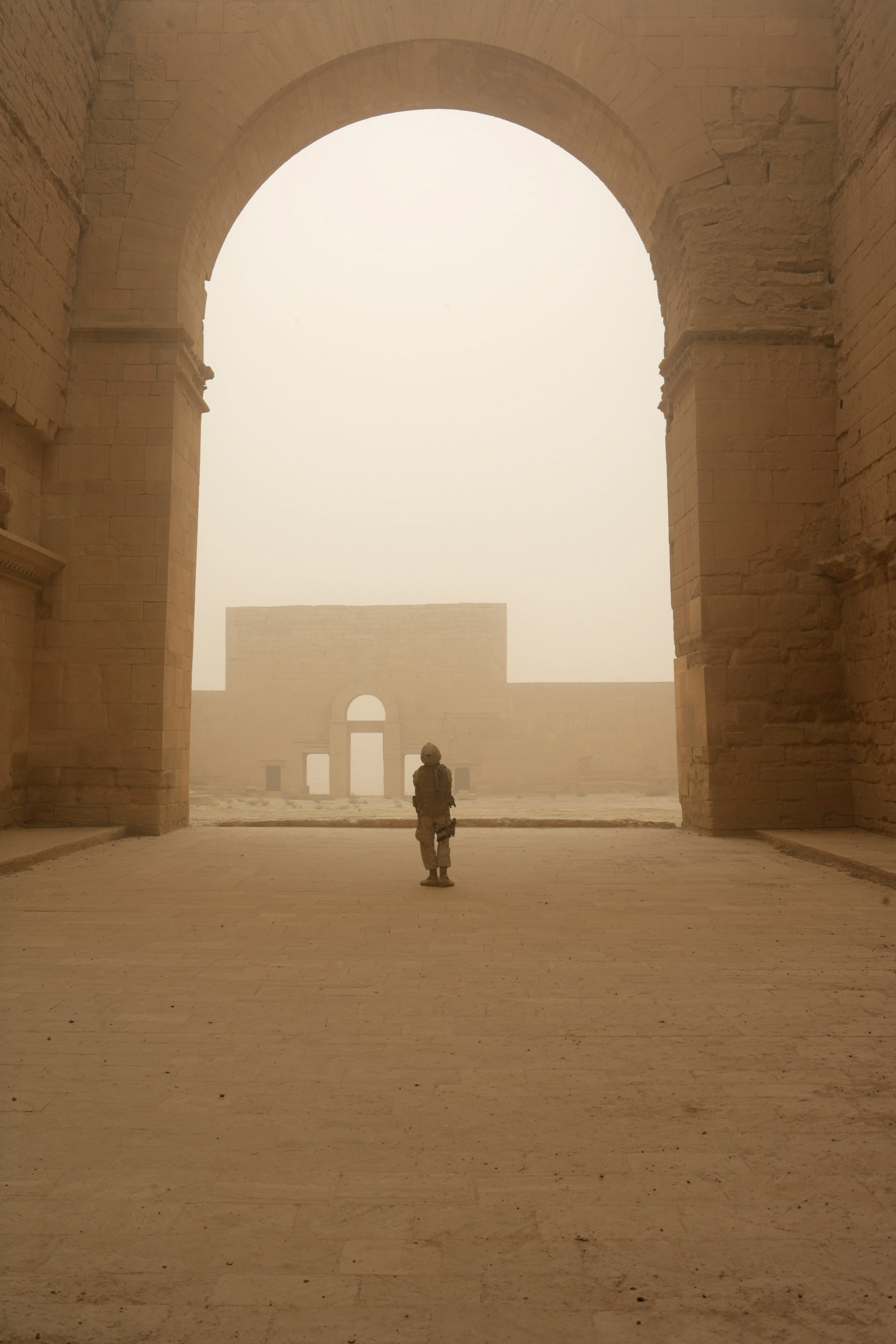
Руины Хатры в 2008

В 1907—1911 годах немецкие археологи систематически исследовали руины и округу Хатры. Начиная со второй половины XX века изыскания в этой области начали проводить иракские учёные. Древний город считался наиболее хорошо сохранившимся памятником Парфии, который демонстрировал величие существовавшей здесь цивилизации.
Включение в список Всемирного наследия ЮНЕСКО произошло в 1985 году.
7 марта 2015 года руины Хатры были уничтожены боевиками ИГ.
26 апреля руины Хатры были освобождены Силами народной мобилизации Ирака. По словам представителя ополчения, боевиками были разрушены многие статуи и настенные скульптуры, однако стены и башни древнего города уцелели, хотя и имеют многочисленные пробоины и следы от пуль ИГ. Было также отмечено, что боевики заминировали восточные ворота города, в связи с чем специалисты-археологи пока не могут оценить нанесённый этой части памятника ущерб. 1 мая было объявлено, что в целом Хатра пострадала меньше, чем считалось ранее, когда корреспондент EFE сообщал о разрушенных статуях, сожжённых зданиях и многочисленных свидетельствах разграбления. Лейла Салих, глава департамента древностей Ниневии, официально заявила, что большинство зданий Хатры не повреждено, а нанесённый ущерб имеет намного меньшие масштабы, нежели у других археологических памятников Ирака. Командование СНМ также заявило, что оценивает полученный древним городом ущерб как относительно незначительный.

## Галерея

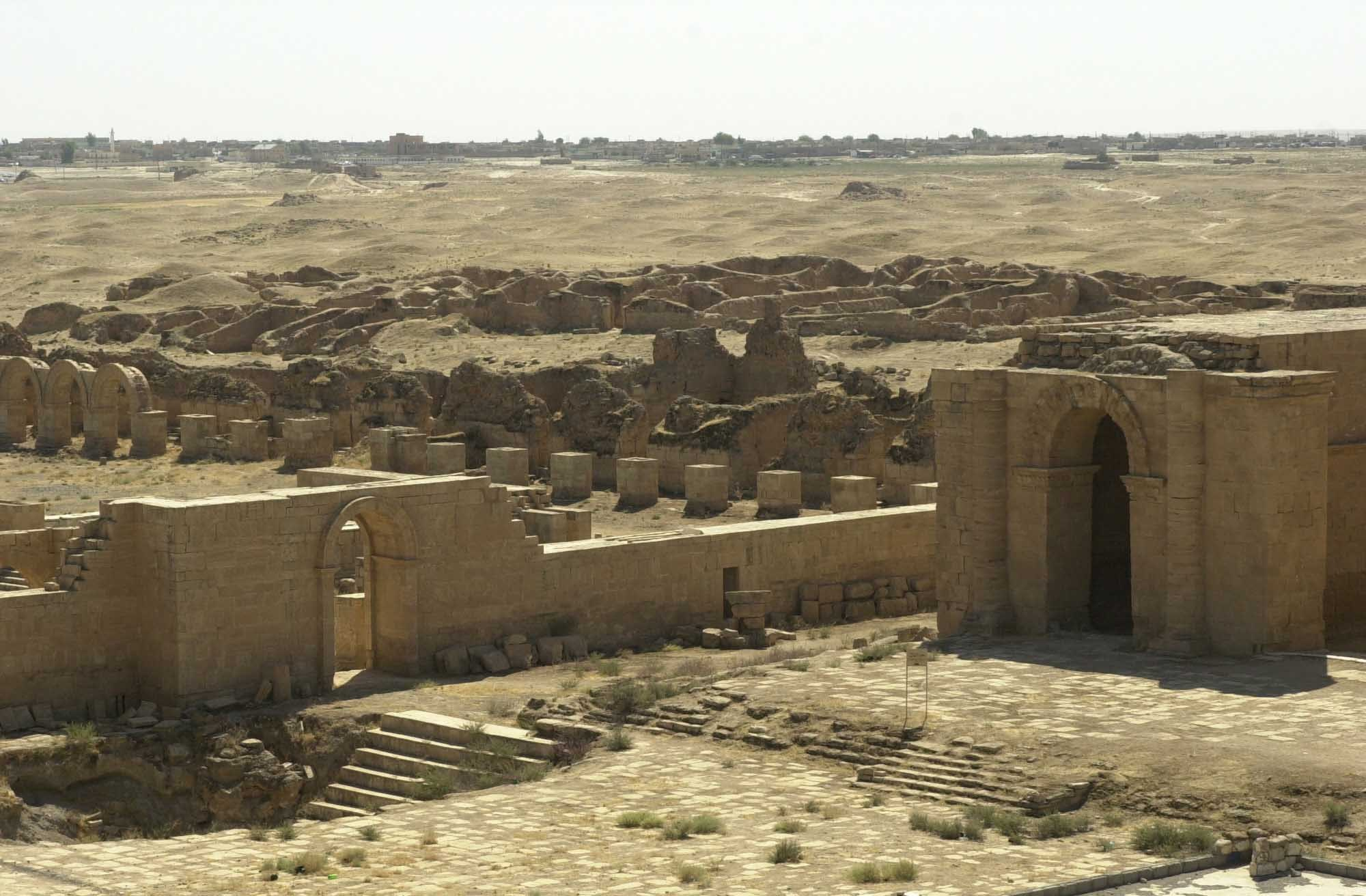
Остатки нескольких храмов и древних стен (2004)
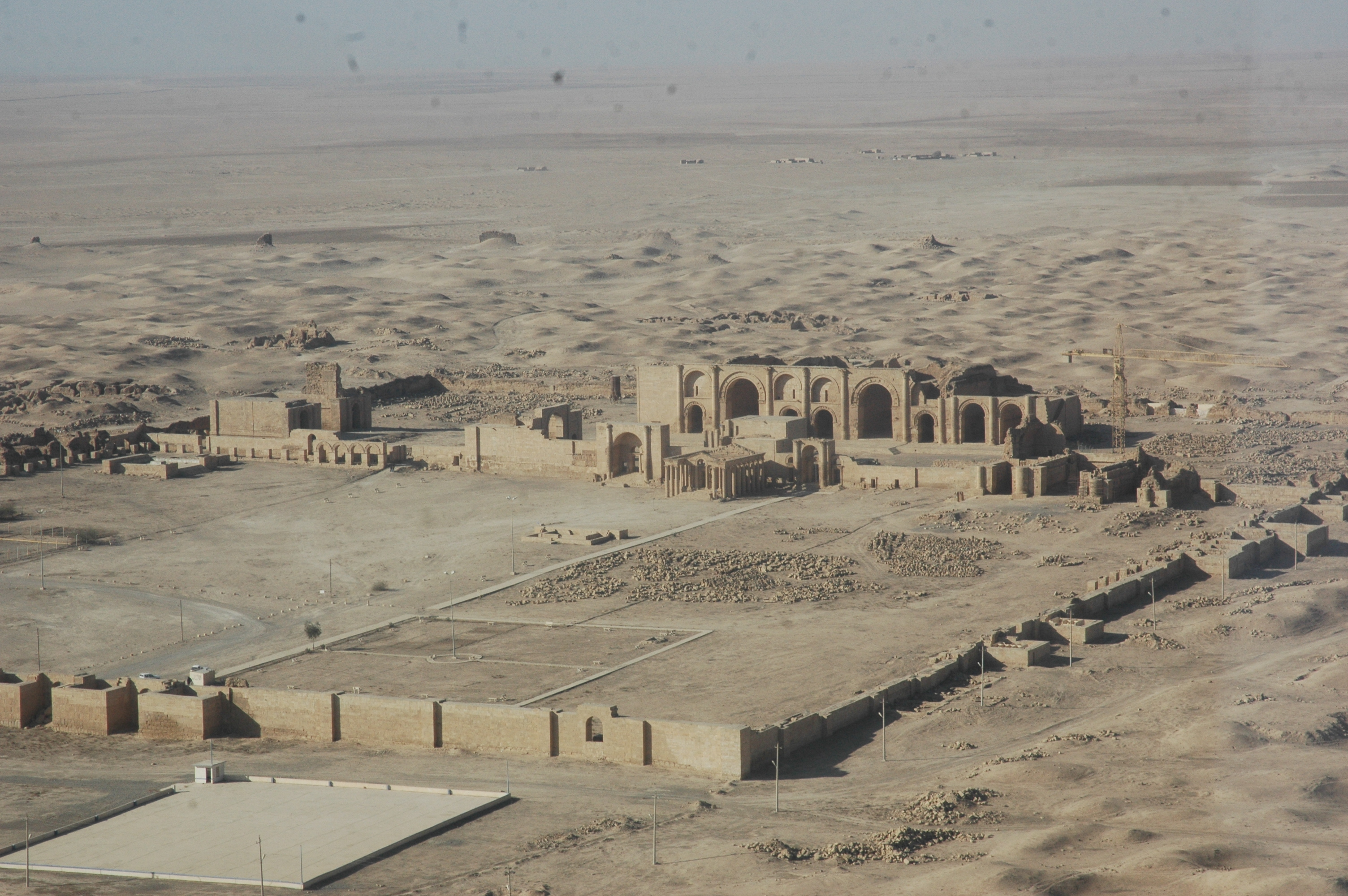
Обзор места в 2007 году
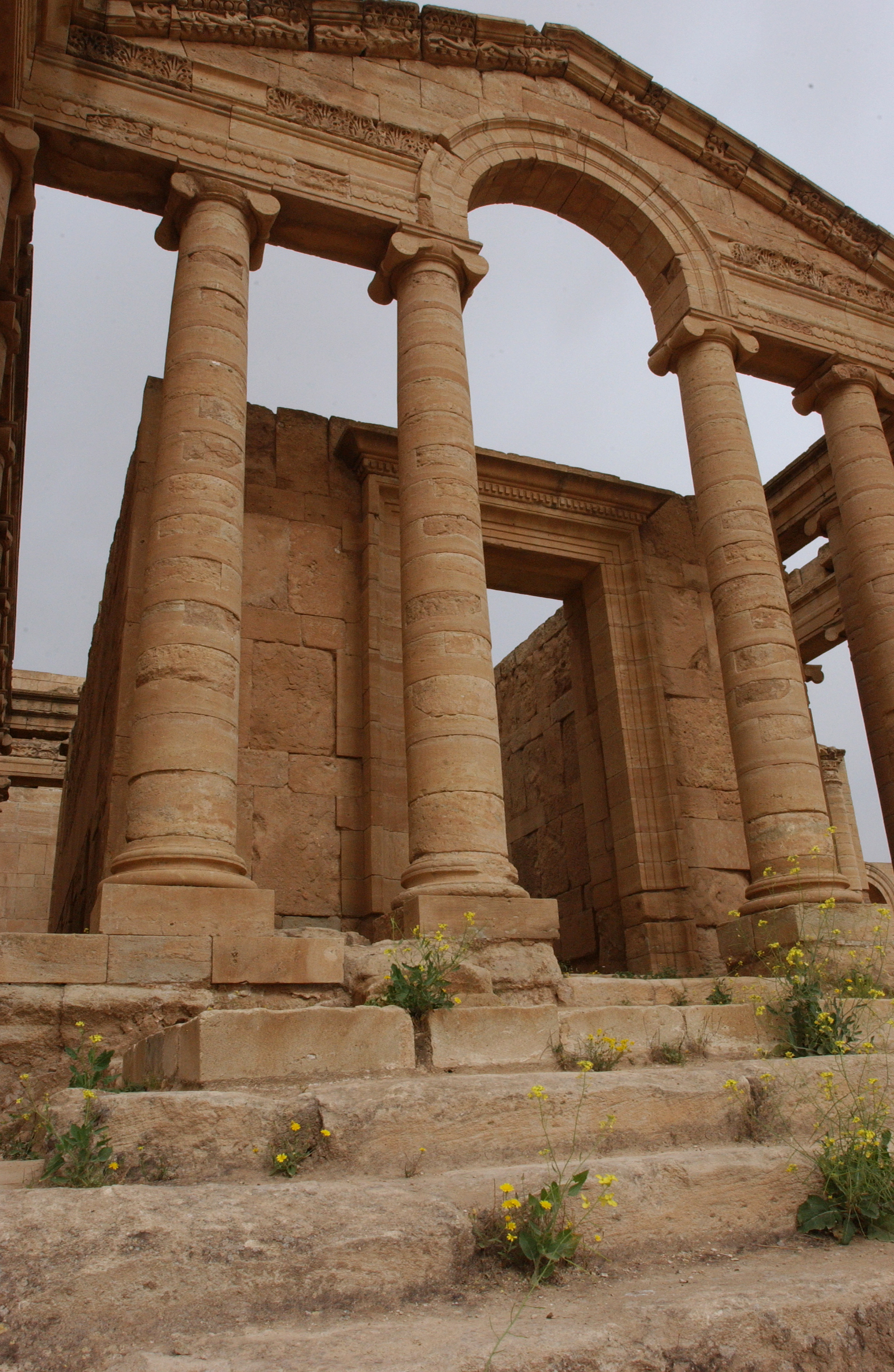
Май 2006 г.
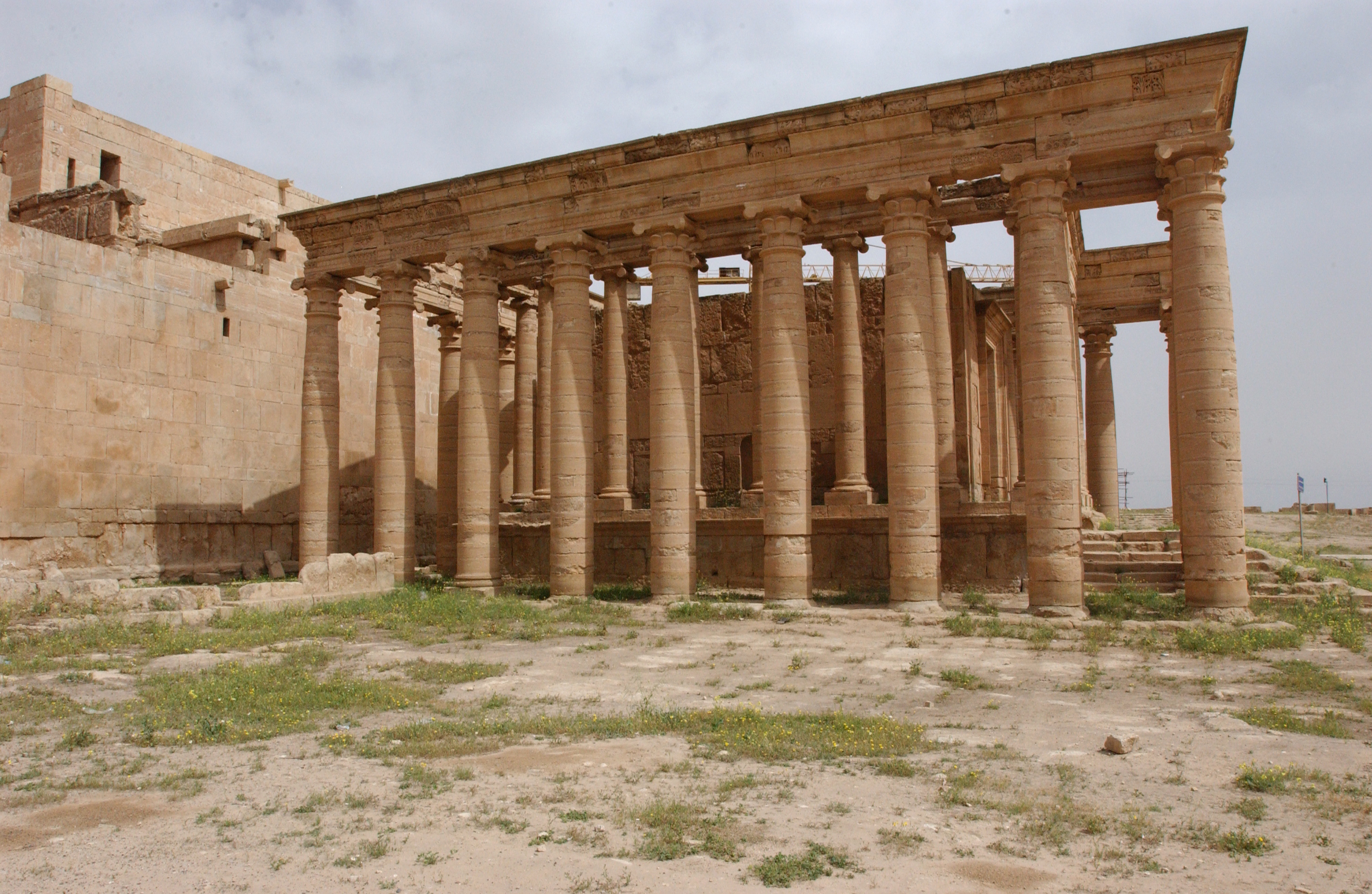
Май 2006 г.
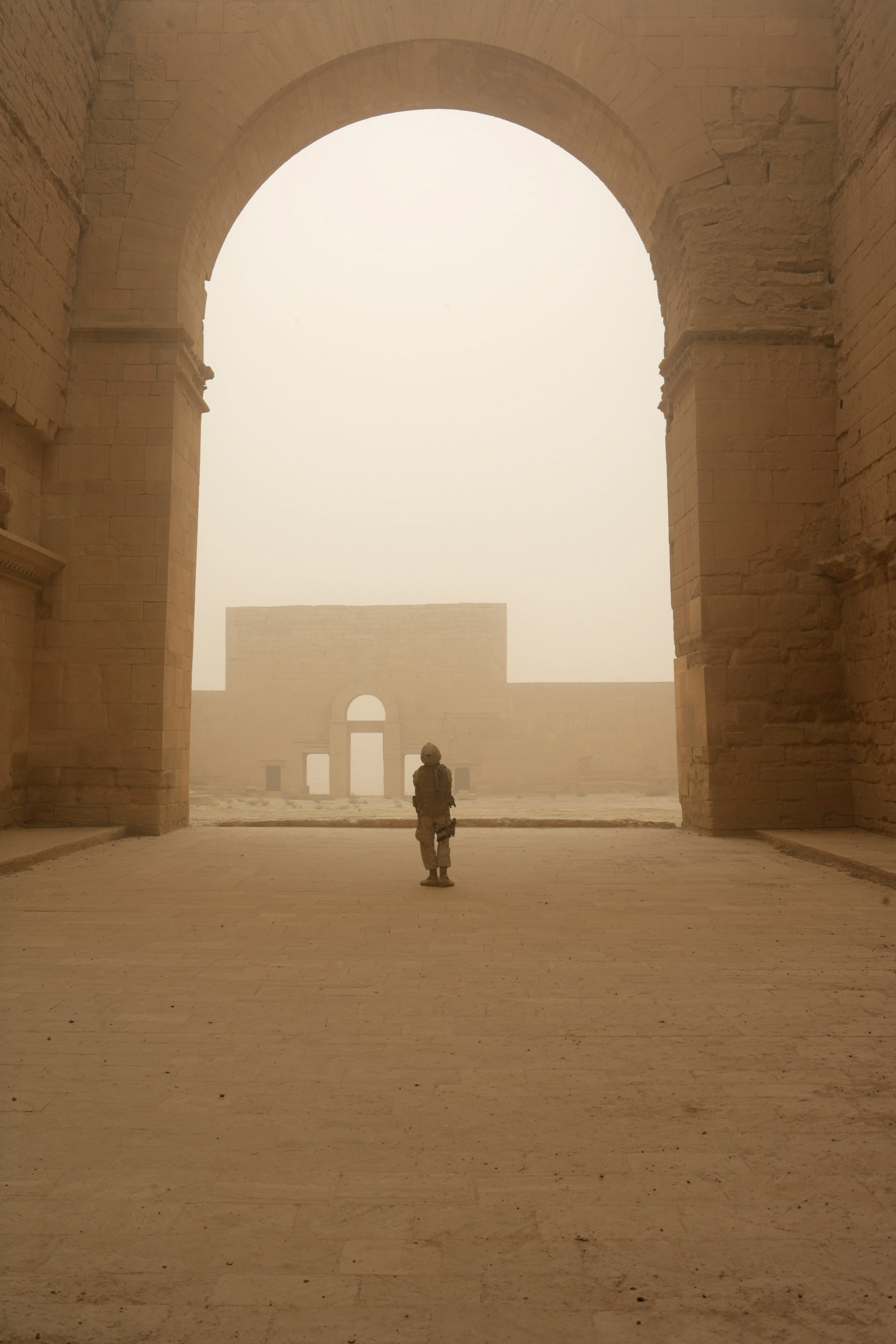
Июль 2008 г.
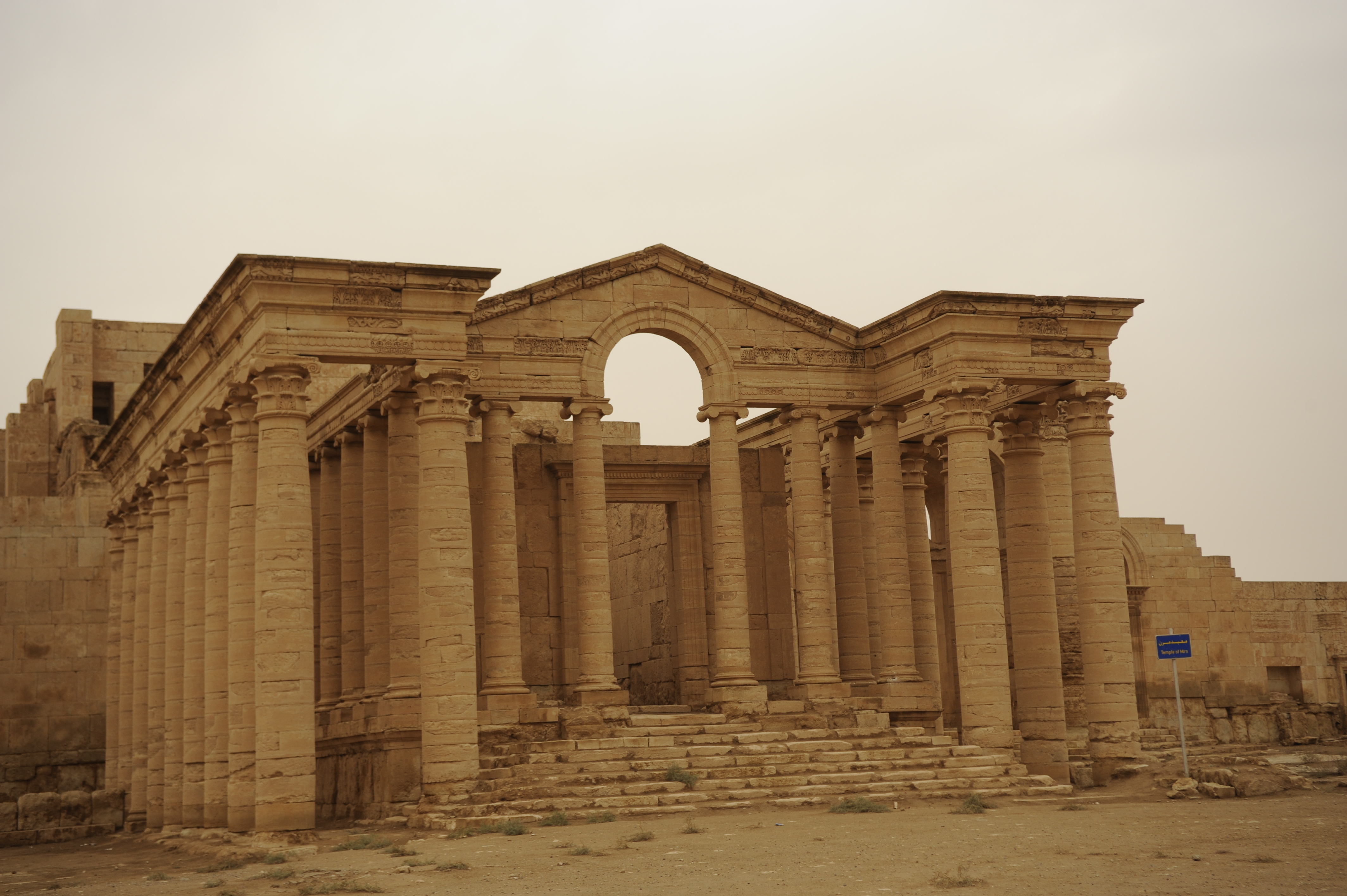
Ноябрь 2008 г.
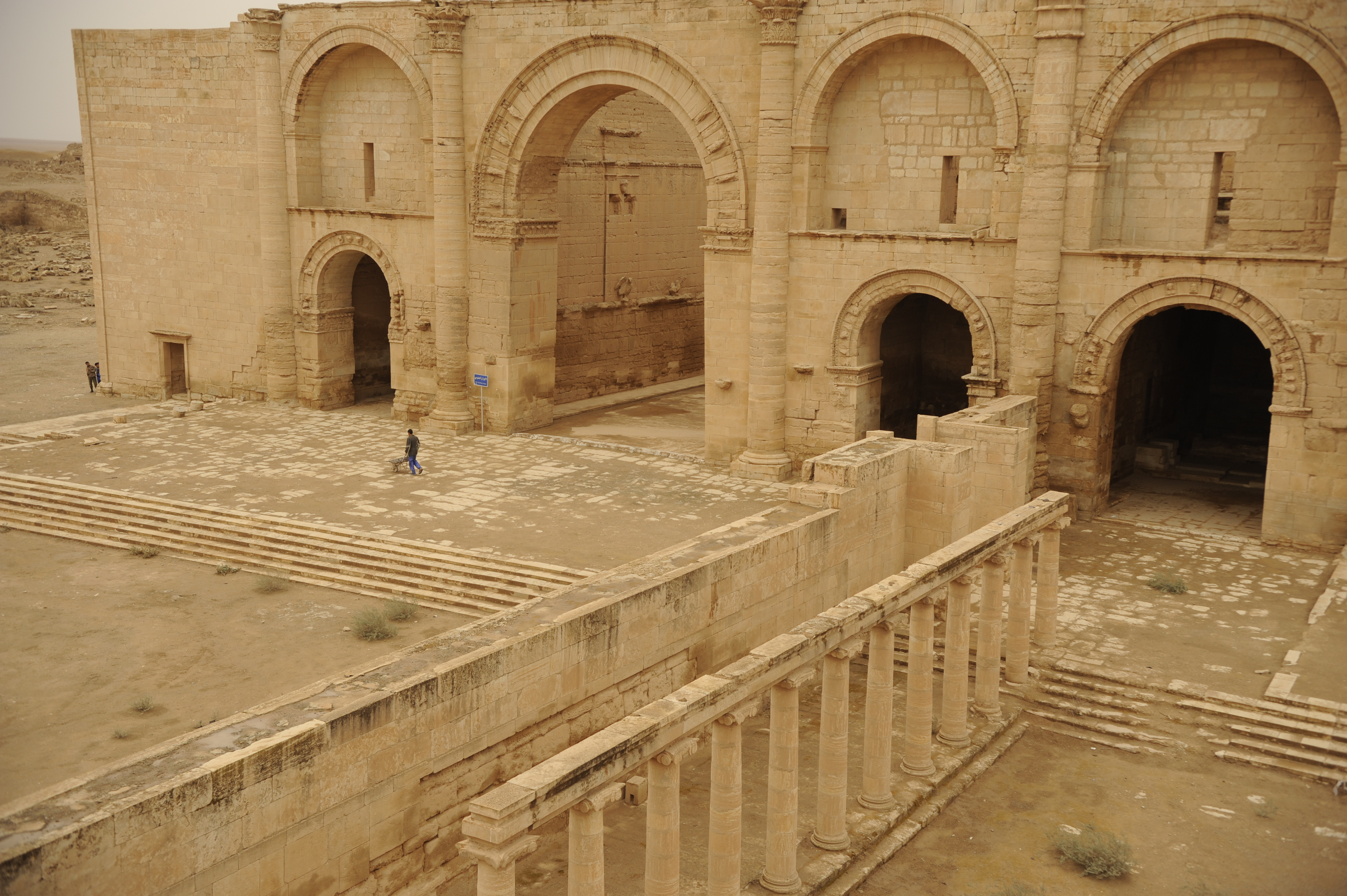
Ноябрь 2008 г.
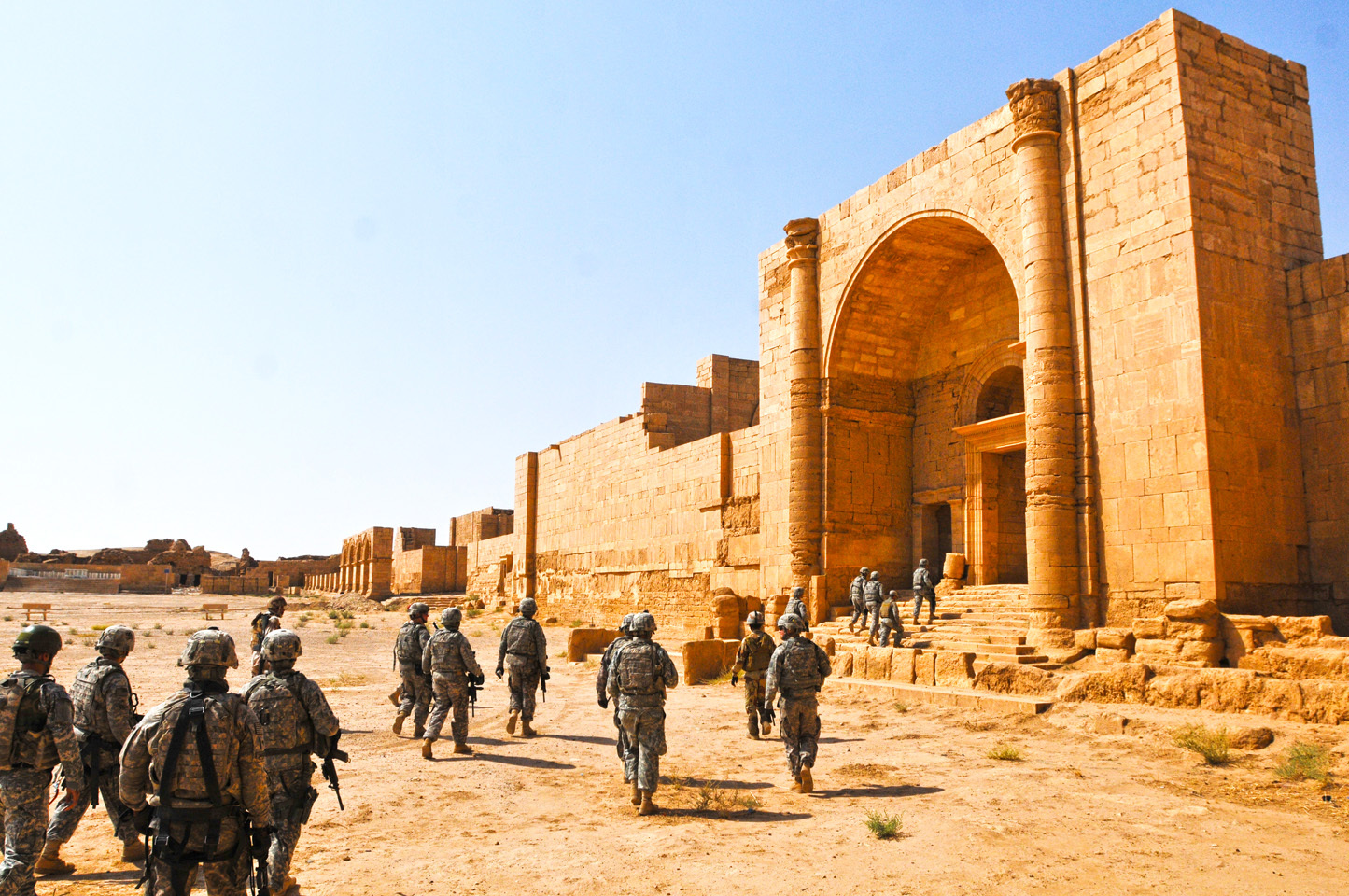
Американские солдаты на месте, сентябрь 2010 г.
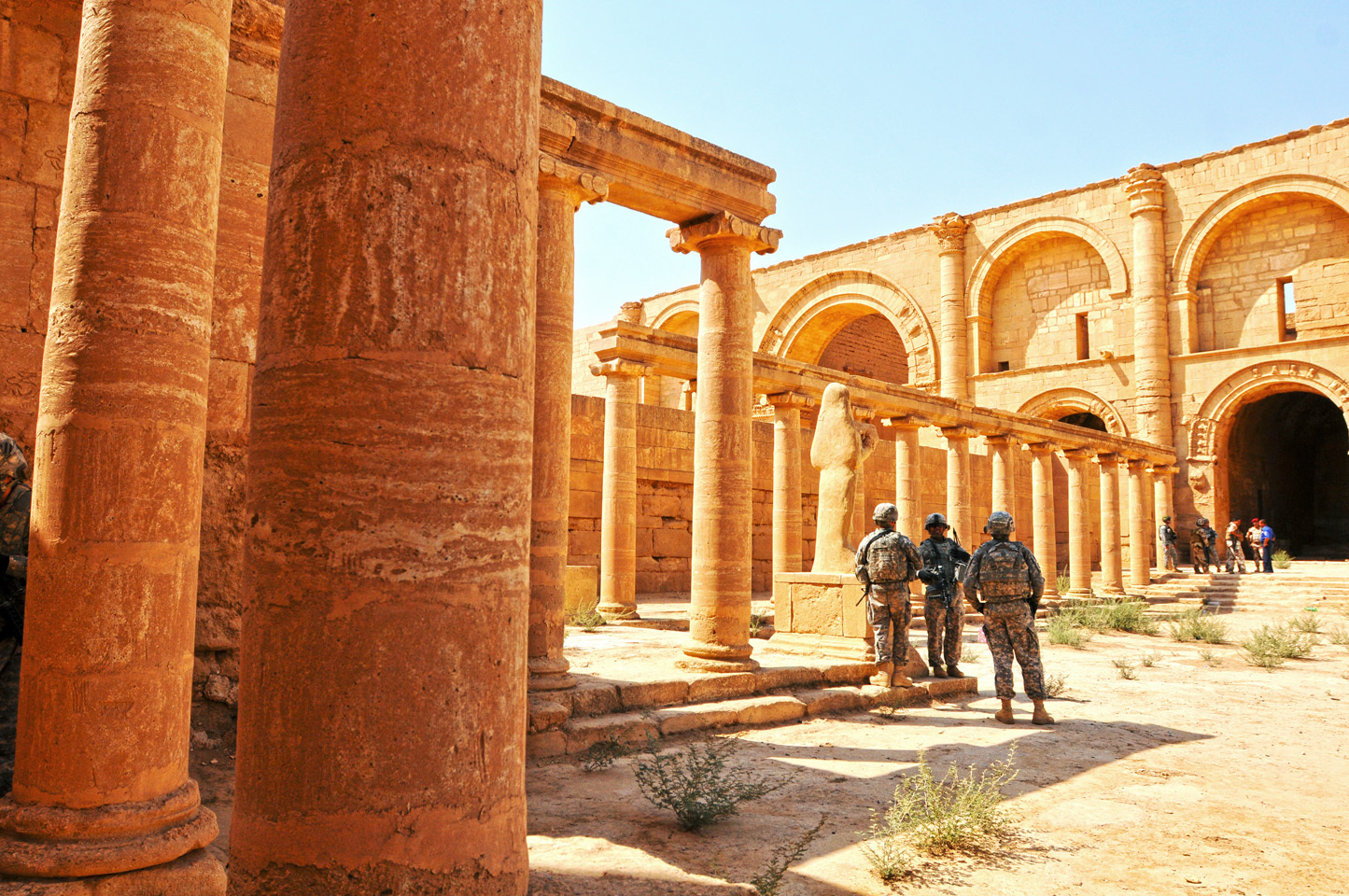
Американские солдаты на месте, сентябрь 2010 г.
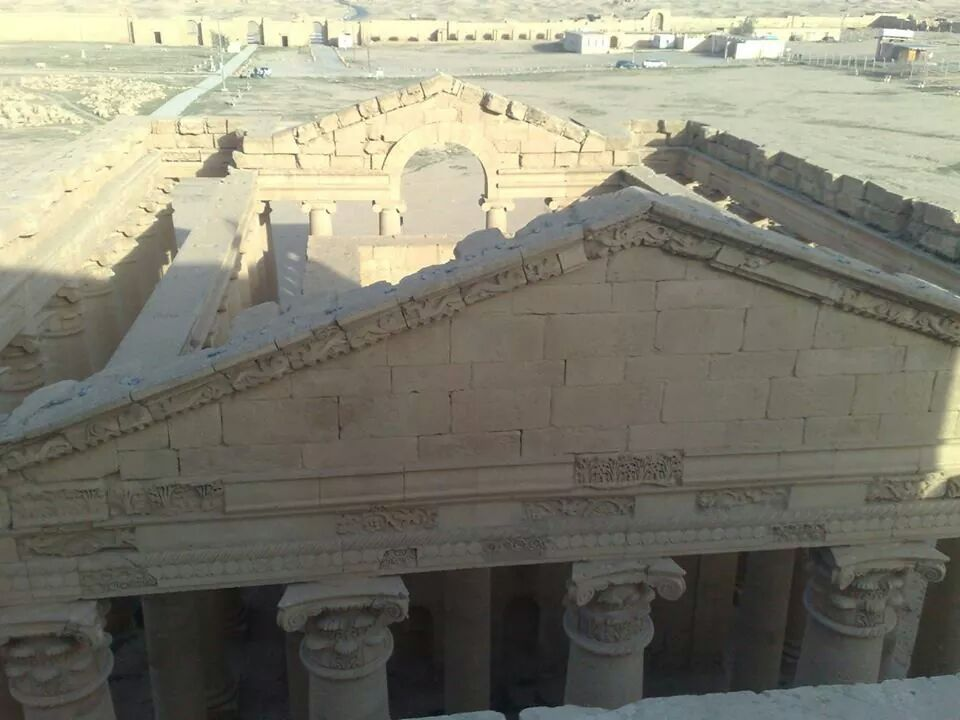
Сентябрь 2014 г.
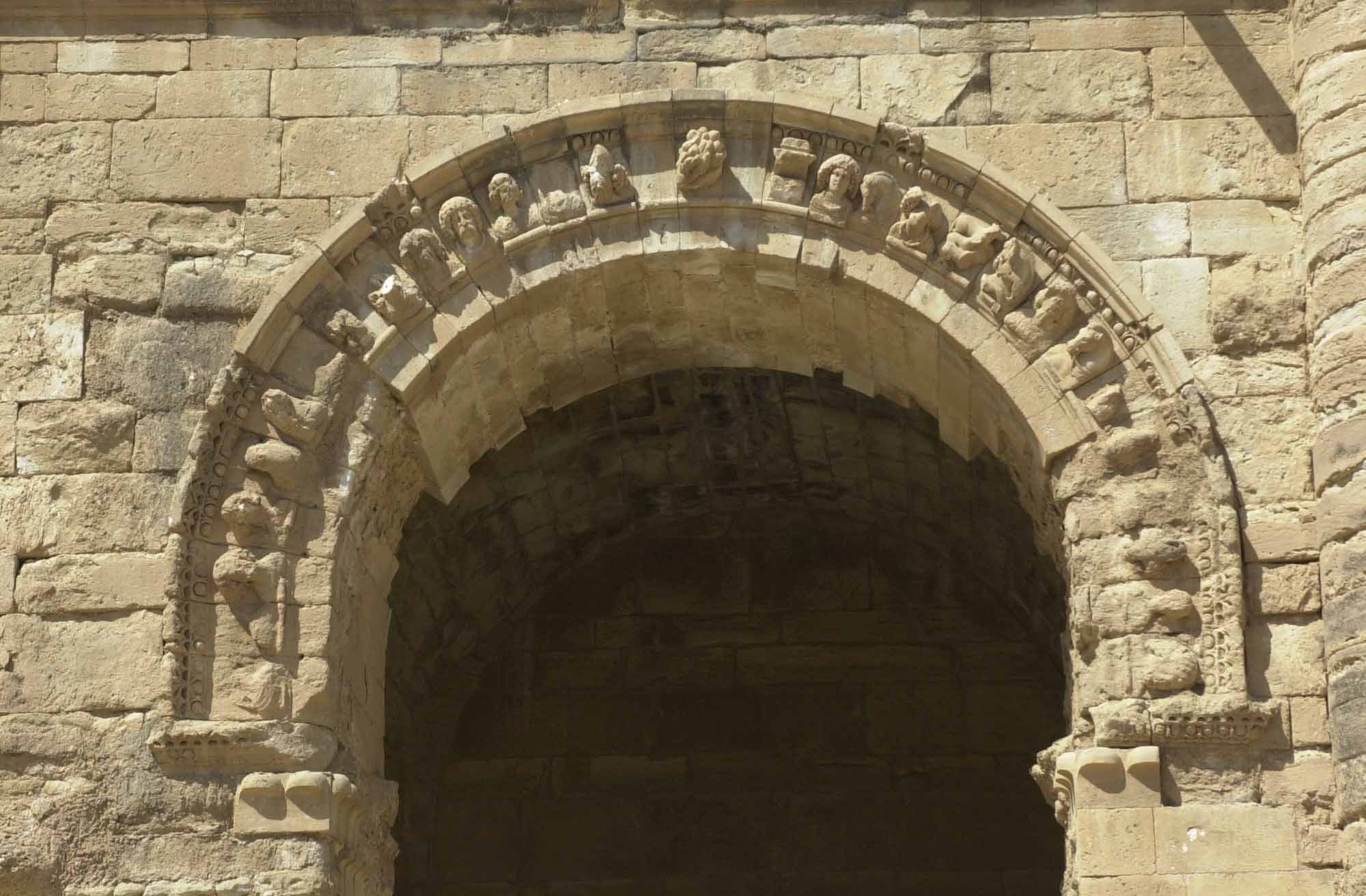
Деталь храма, показывающая эллинистическую, месопотамскую, иранскую и римскую архитектуру.
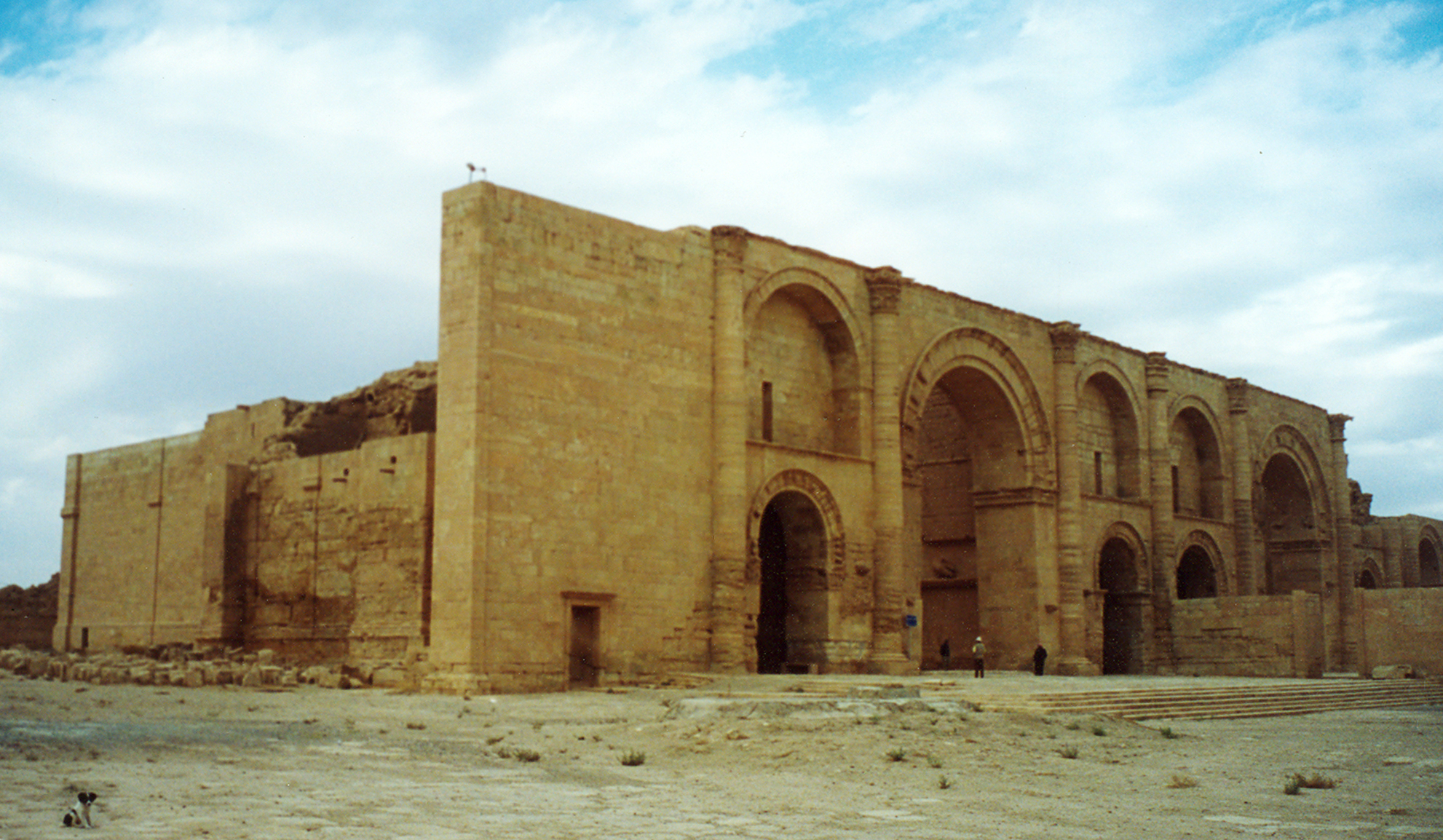
Вид на айваны
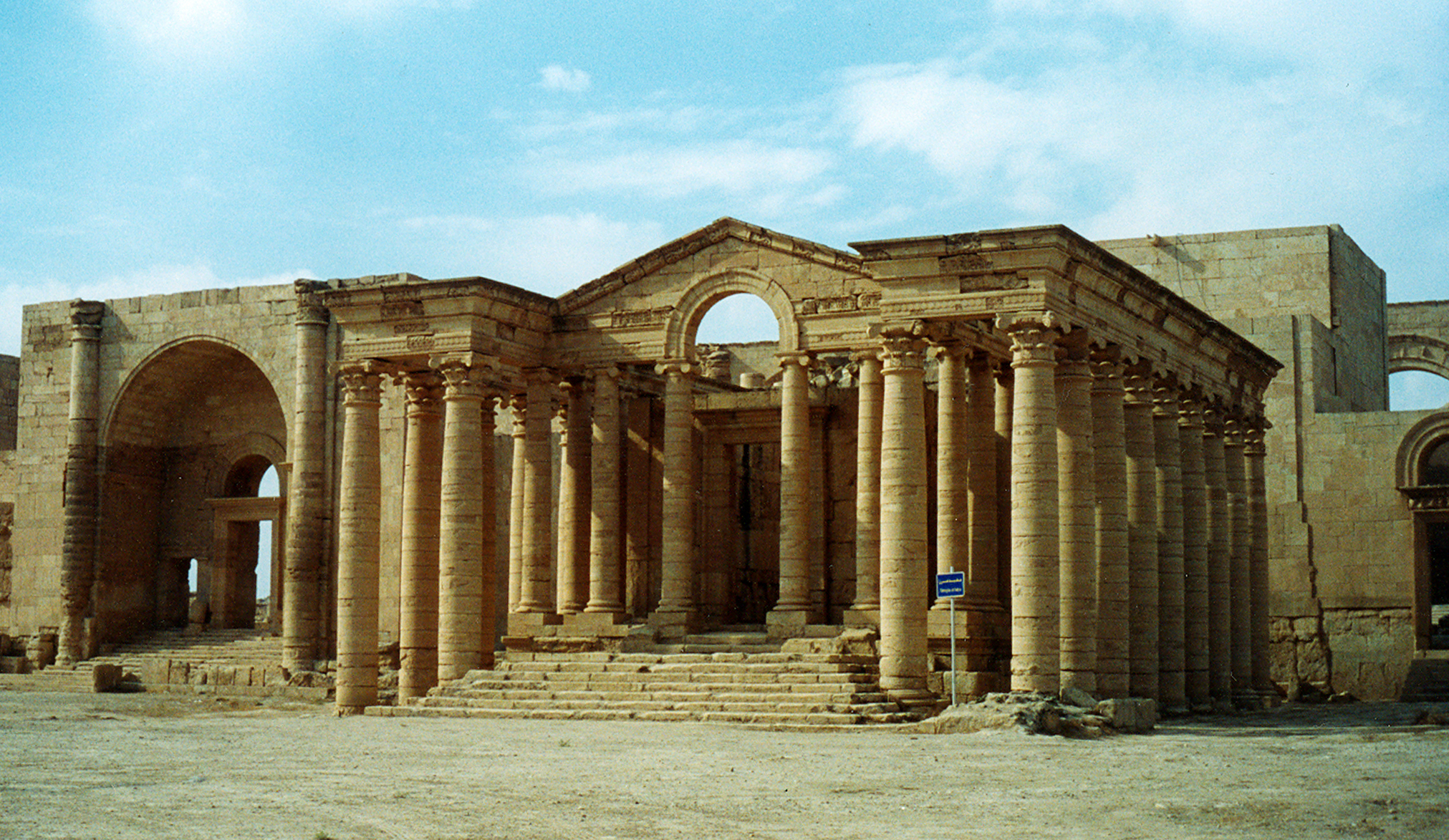
Фасад храма
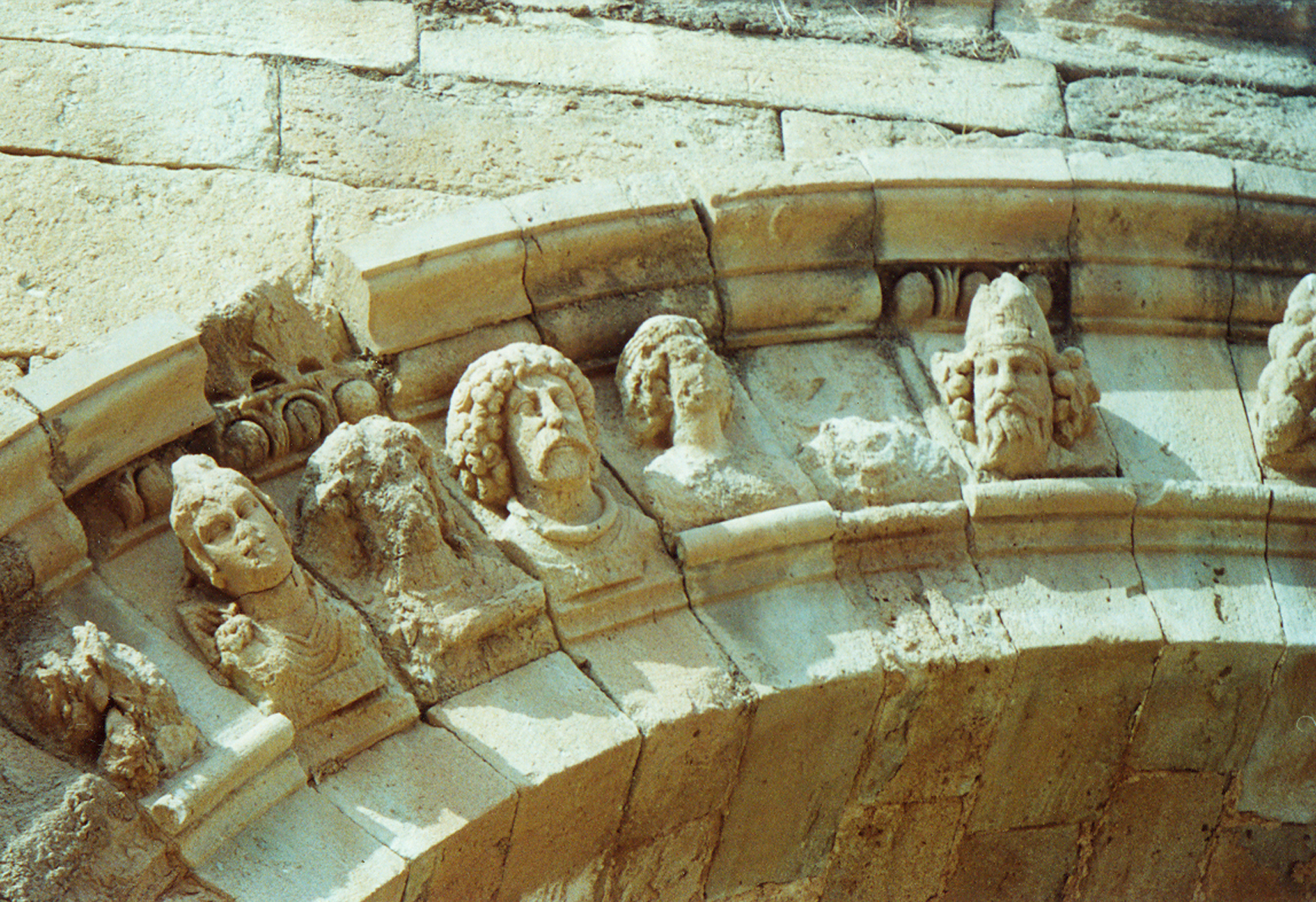
Украшенная арка с лицами
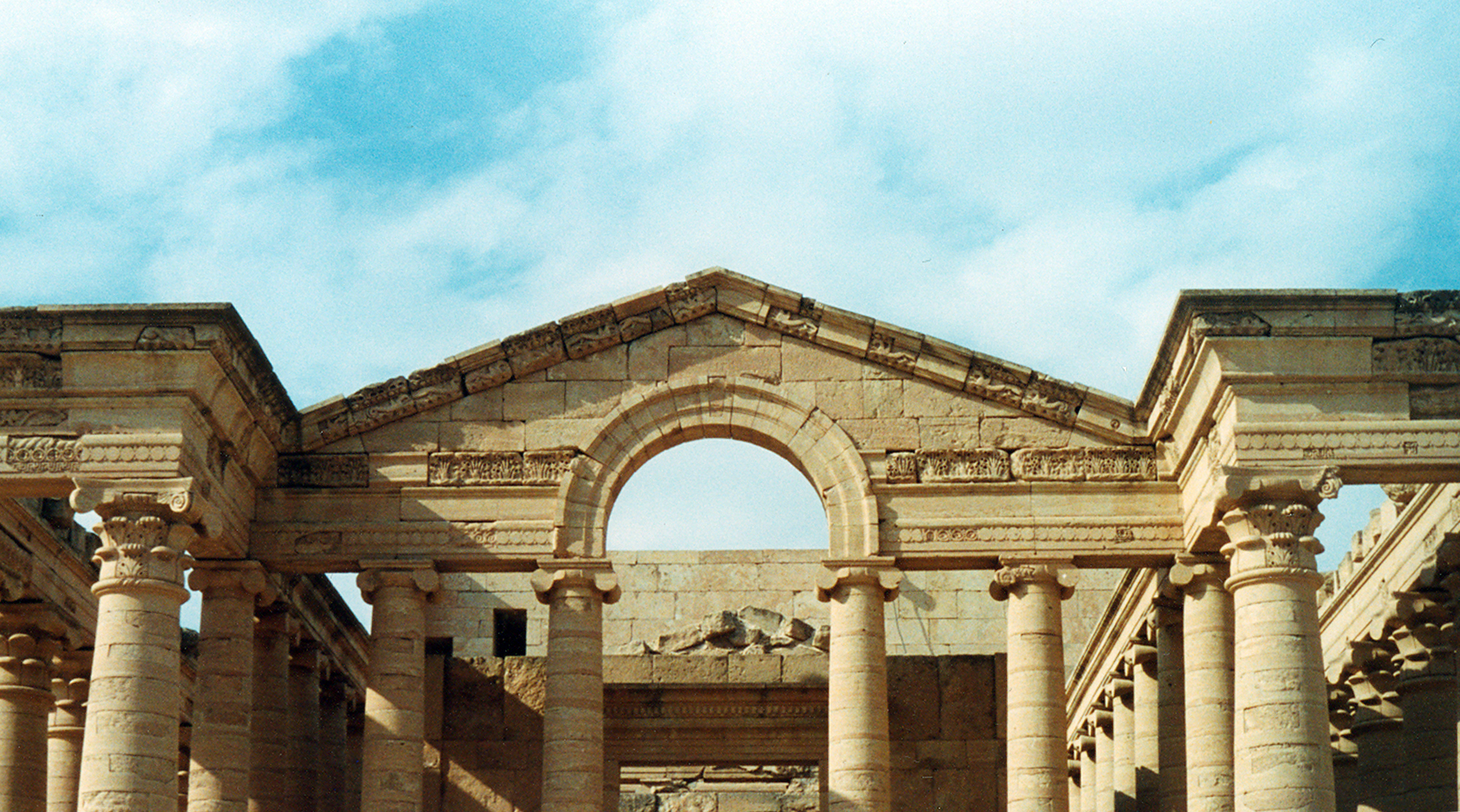
Арка храма
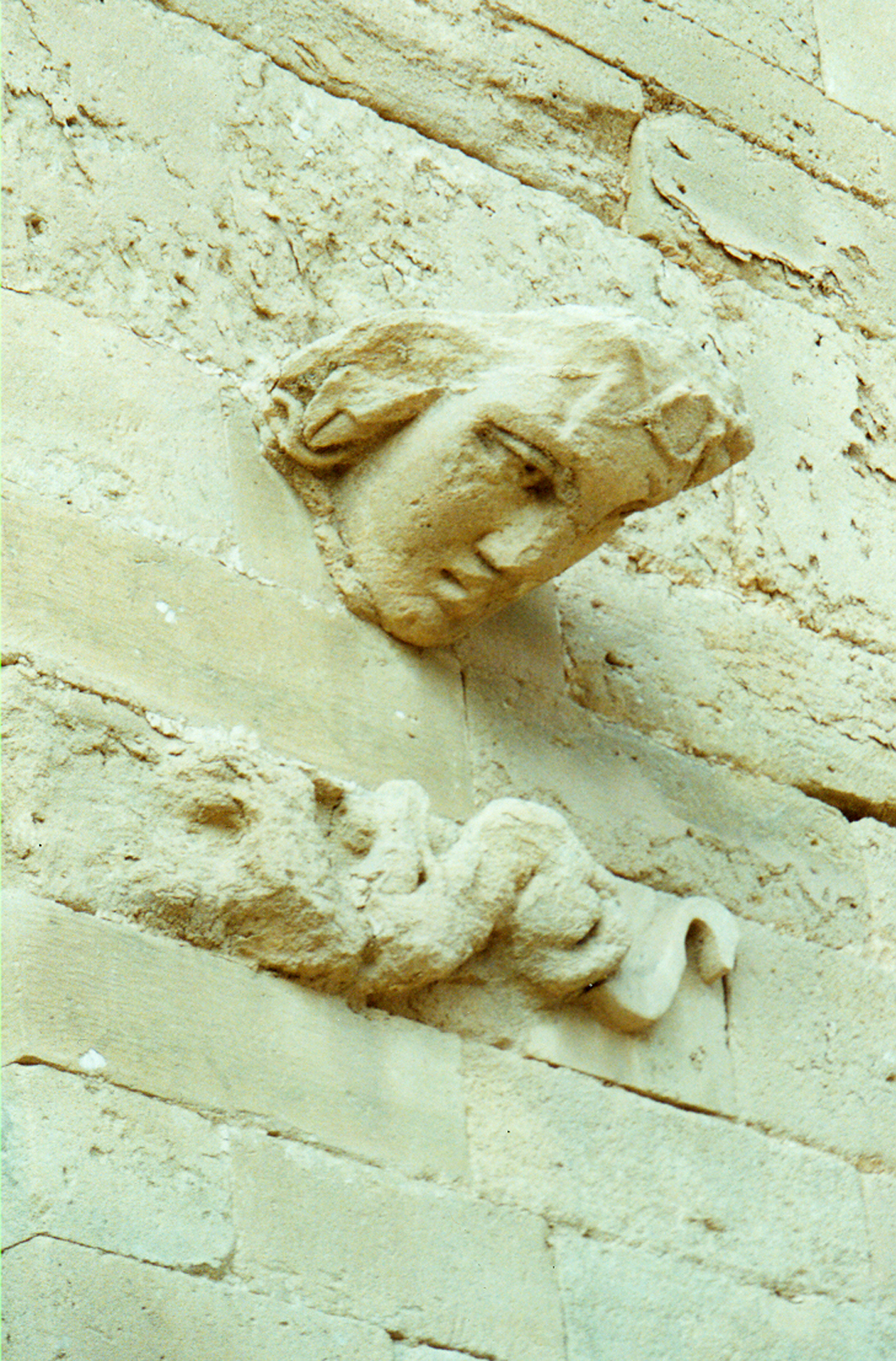
Выступающая голова на стене
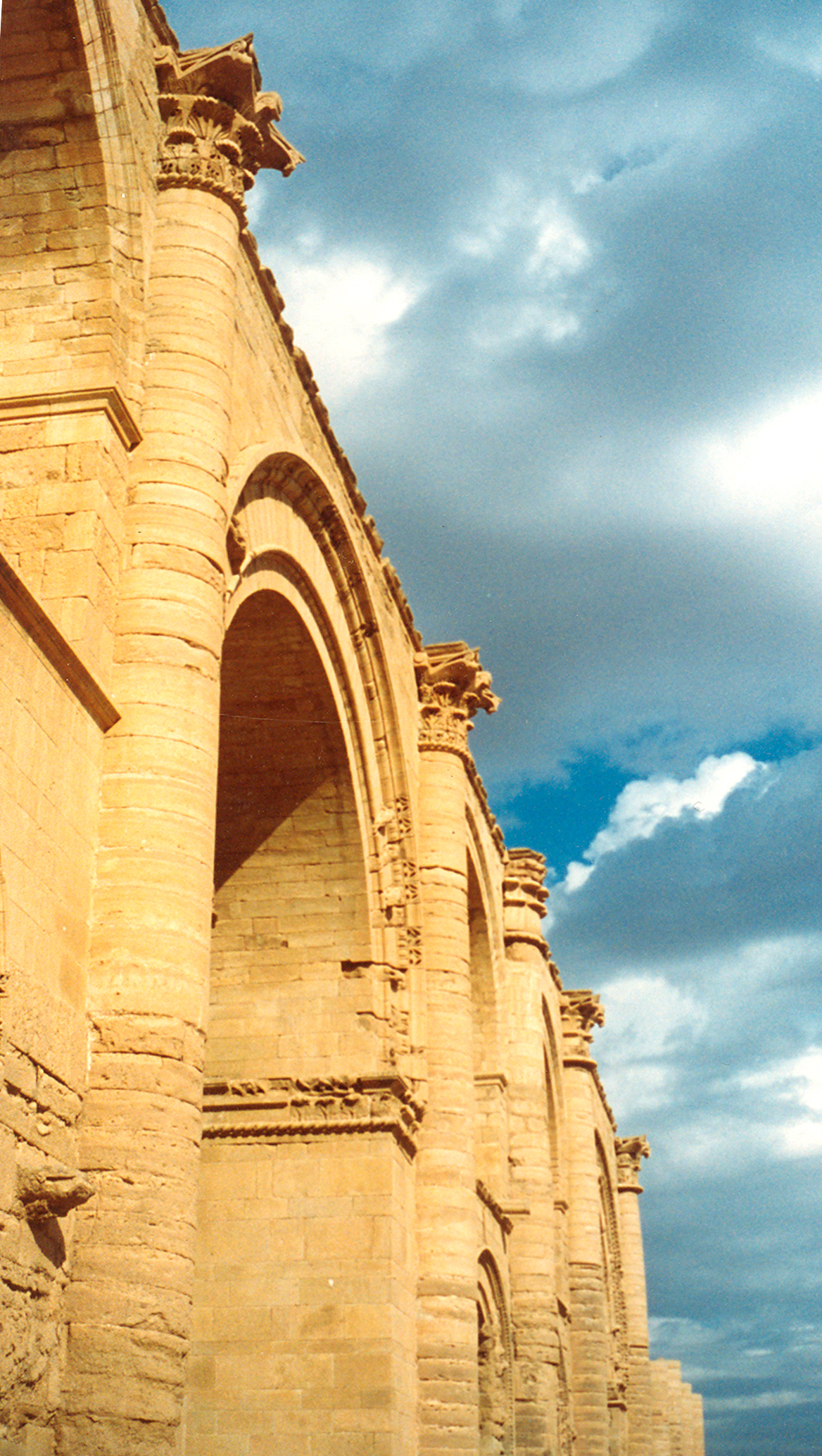
Крупный план айвана
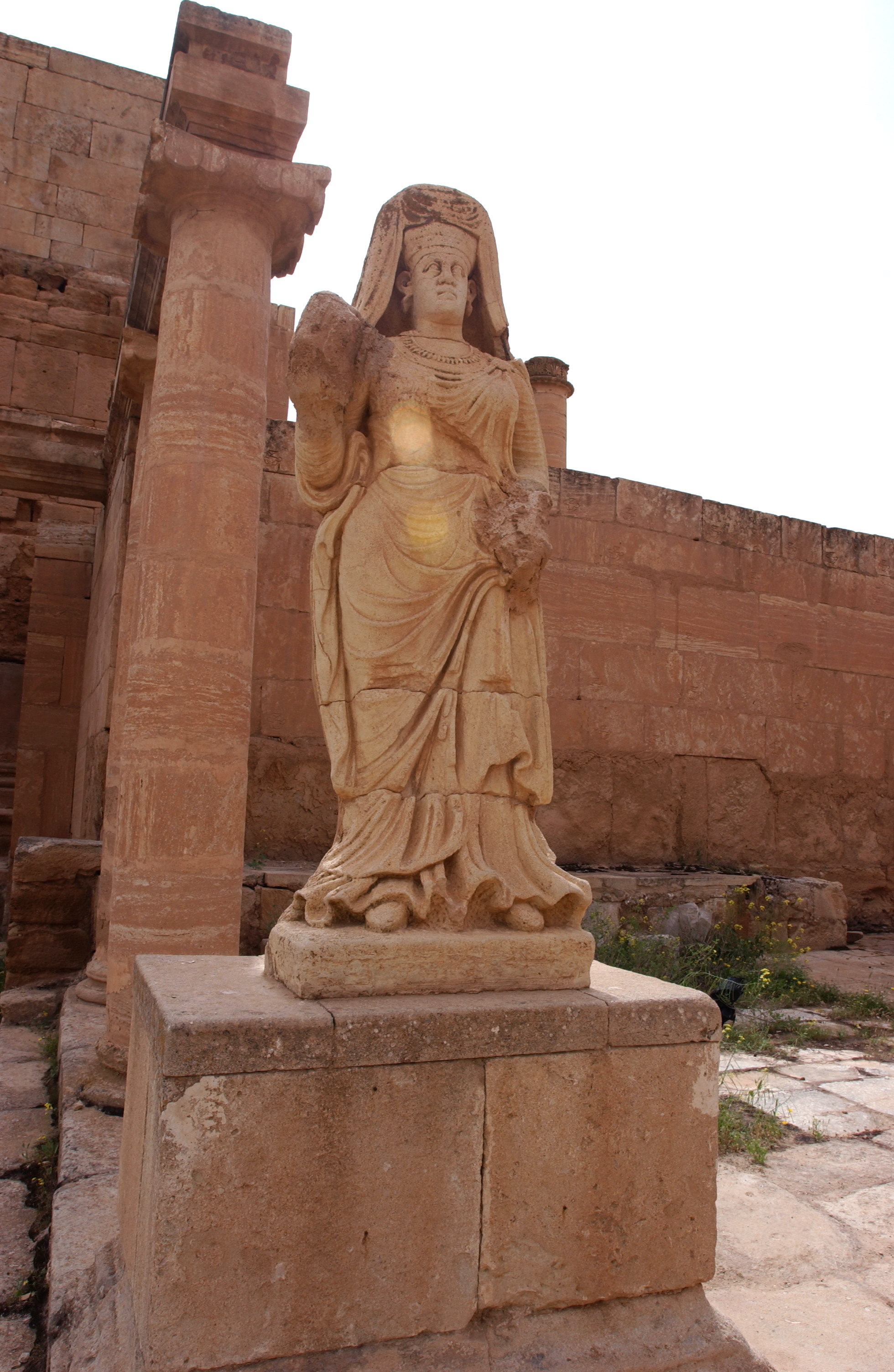
Статуя богини Шахиро
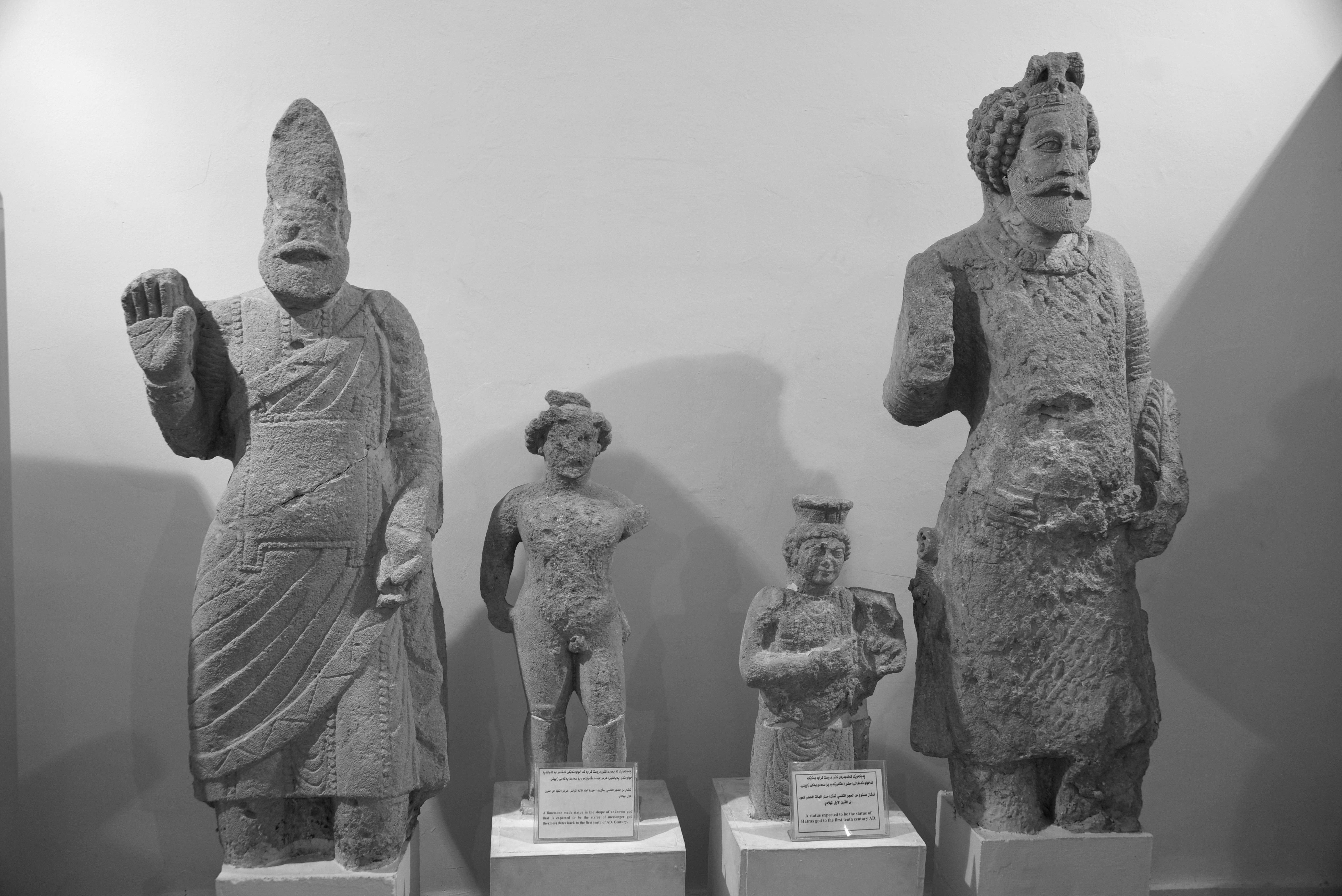
Слева направо — неопознанный правитель Гермес, божество-женщина и Санатрук I. Из Хатры. Музей цивилизации Эрбиль.
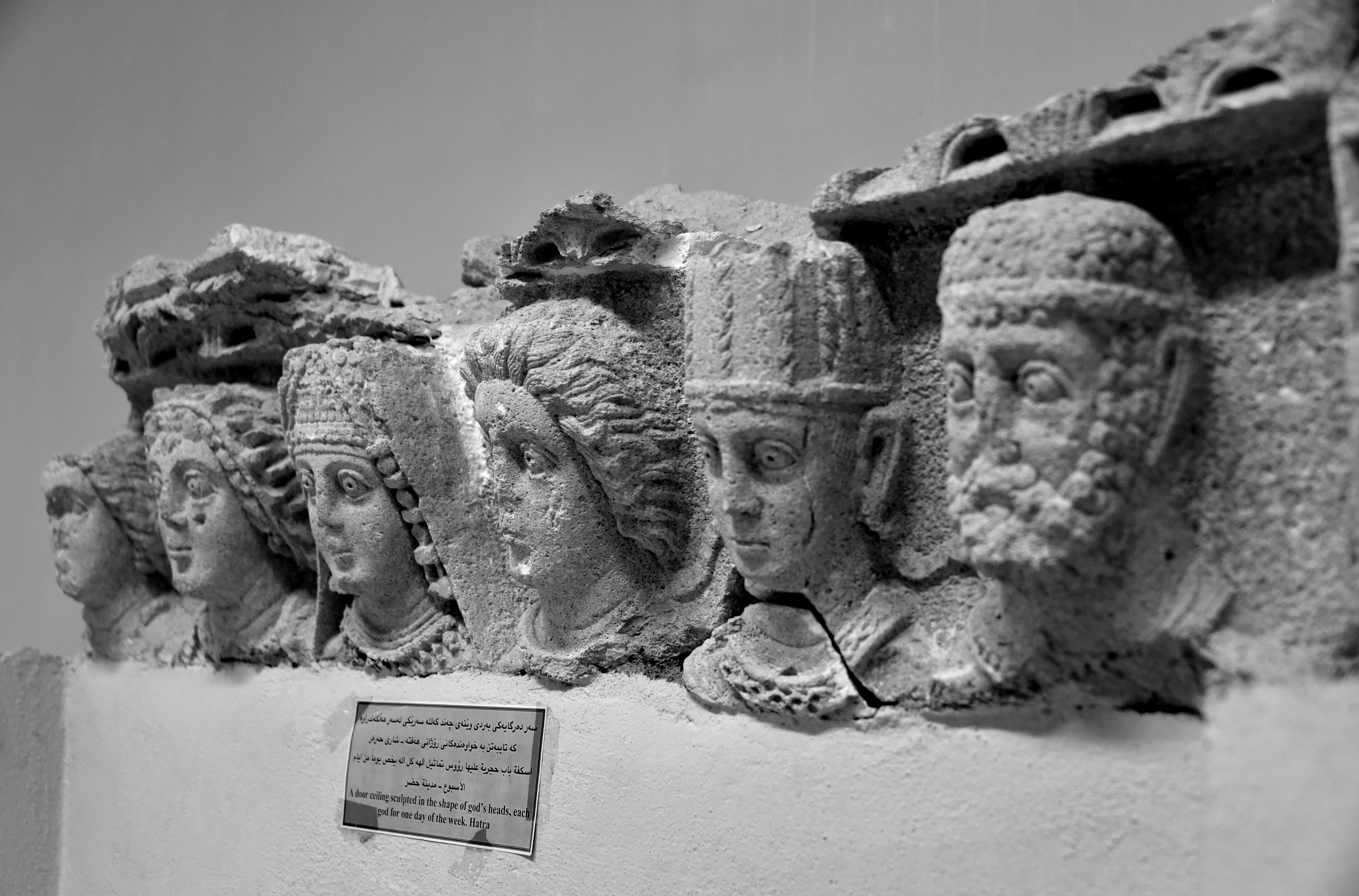
Дверная перемычка от Хатры. II-III века нашей эры. Музей Сулеймании, Иракский Курдистан
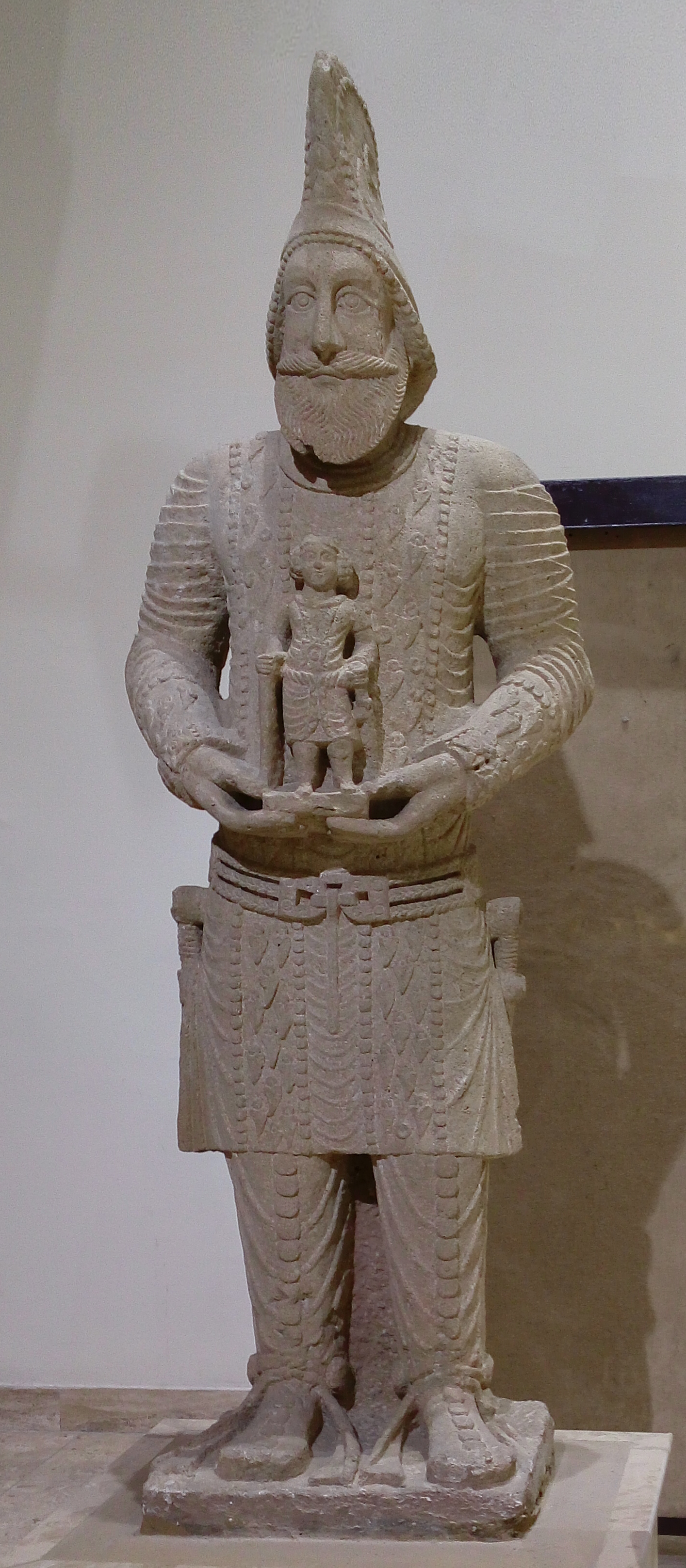
Военный мужчина Хатры, эллинистический период